# 유명호
유명호(1942년 2월 28일~)는 대한민국의 정치인이다. 제1·2대 증평군수를 역임하였다.

## 학력
- 증평국민학교
- 증평중학교
- 청주고등학교
- 충북대학교 약학대학

## 역대 선거 결과
|  | 33.72% |

|  | 41.74% |

|  | 37.4% |

|  | 58.31% |

|  | 34.77% |

|  | 41.13% |

|  | 제1·2대 충청북도 증평군수 2003년 10월 31일~2010년 6월 30일 | 후임 홍성열 |